# Atriplex griffithii
Atriplex griffithii es una especie de planta anual perteneciente a la familia de las amarantáceas. Es originaria de Persia, Afganistán, Pakistán.

## Descripción
Atriplex griffithii es un arbusto muy ramificado, ± denso con indumento de escamas de color blanco grisáceo. Los tallos alcanzan un tamaño de 20-80 cm de altura. Hojas alternas, de 15-30 x 8-28 mm, romboidales, oval ancha orbiculares, enteras, ampliamente cuneadas a subcordadas, agudas o redondeadas, la punta con o sin un pequeño mucrón, indumento denso blanco grisáceo en ambas superficies. Pecíolo en las hojas inferiores de 2-10 mm.  Las flores masculinas muchas, cada uno con 5 segmentos del perianto; flores femeninas pocas o solitarias en la base de glomérulos. Las frutas de 7.10 x 10-12 mm, suborbiculares o reniformes, libres o fusionadas en la mitad inferior, escamosa vesicular, con las semillas libres dentro de las válvas, verticales, de 1.5-2.0 mm de largo.

## Taxonomía
Atriplex griffithii fue descrita por Alfred Moquin-Tandon y publicado en Prodromus Systematis Naturalis Regni Vegetabilis 13(2): 102. 1849.
Etimología
Atriplex: nombre genérico latino con el que se conoce a la planta.
griffithii: epíteto
Sinonimia
- Atriplex persica Boiss.
- Atriplex wendelboi Aellen	[3]